# المطلع (فلم)
المُطّلع (بالإنجليزية: The Insider) هو فيلم دراما تم إنتاجه في الولايات المتحدة وصدر في سنة 1999. الفيلم من إخراج مايكل مان.

## القصة
تدور أحداث القصة حول مقدم برامج بيرجمان (آل باتشينو) يتفق مع ويجاند (راسل كرو) وهو أحد العاملين في شركة تبغ على إجراء مقابلة معه لتقديم وثائق تدين الشركة، وهو مسئول تقني هام في شركة التبغ، يرفض ويجاند إجراء المقابلة معه لكنه يوافق على إمداده بالوثائق اللازمة لإدانة الشركة أمام الرأي العام فقط دون الظهور في التلفزيون، يعقد محامي الشركة اجتماع مع ويجاند (راسل كرو) ويهدده بفصله وإيقاف تأمينه الصحي الخاص به وبعائلته، يشك ويجاند في بيرجمان ويظن أنه هو السبب في تسريب هذه المعلومات وتهديد مستقبله في الشركة.

## الميزانية والإيرادات
بلغت تكلفة إنتاج الفيلم حوالي 90 مليون دولار بينما حقق أرباحا تقدر بـ 60,289,912 دولار.

## وصلات خارجية
- مقالات تستعمل روابط فنية بلا صلة مع ويكي بيانات